# Bladtjärnen (Ludvika socken, Dalarna)
Bladtjärnen är en sjö i Ludvika kommun i Dalarna och ingår i Norrströms huvudavrinningsområde.